# Азербайджан на зимних Олимпийских играх 2010
Азербайджан на зимних Олимпийских играх 2010 был представлен двумя спортсменами в горнолыжном спорте.

## Перед началом соревнований
Сообщалось, что тренировки к олимпийским играм участники проводили каждый у себя на Родине: Седрик Ноц — в Швейцарии, Гайя Бассани Антивари — в Италии, в связи с более хорошими там условиями. После завершения строительства горнолыжного комплекса в Кусаре планируется проводить тренировки к следующим олимпиадам уже в Азербайджане. Вице-президент Национального олимпийского комитета Азербайджана Чингиз Гусейнзаде также сообщил о том, что и в Пиркули есть горнолыжная трасса. Однако необходимым требованиям она не отвечает.

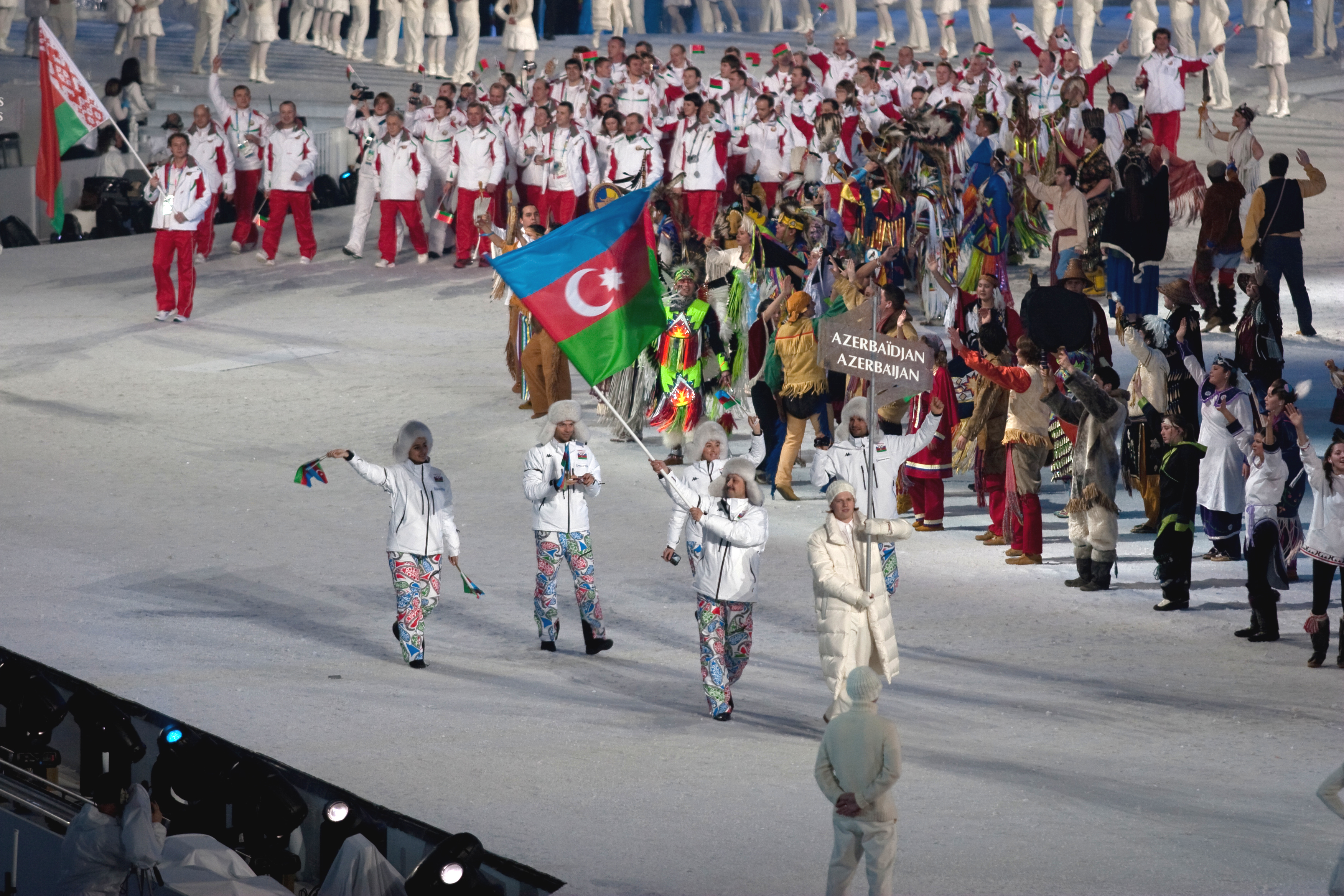
Команда Азербайджана на церемонии открытия зимних Олимпийских игр 2010

В спортивной одежде команды преобладают белые и чёрные тона с национальным орнаментом и цветами флага Азербайджана. Отмечалось спонсирование спортсменов фирмой «Kappa». Ряд итальянских фирм также выступили с предложением одеть команду. Как заметил Чингиз Гусейнзаде, это было вызвано дополнительным интересом к Азербайджану в Италии, в связи с выступлением Гайи под флагом Азербайджана.
На церемонии открытия олимпийских игр 12 февраля Азербайджан представляло пять человек. Хотя ранее флаг Азербайджана планировалось доверить Седрику Ноцу, на церемонии открытия её нёс вице-президент зимних видов спорта Фуад Гулиев.
Как сообщил вице-президент Национального олимпийского комитета Азербайджана Чингиз Гусейнзаде, «на Зимних Олимпийских играх для нас, как говорится, главное - участие. Чтобы флаг Азербайджана был среди знамён стран-участниц Олимпиады, чтобы и мы были причастны к этому большому спортивному празднику».

## Результаты соревнований

### Горнолыжный спорт
Мужчины
| Соревнование      | Спортсмены | 1 спуск | 2 спуск | Всего   | Отставание | Место |
| ----------------- | ---------- | ------- | ------- | ------- | ---------- | ----- |
| Гигантский слалом | Седрик Ноц | 1:30,78 | 1:35,20 | 3:05,98 | +28,15     | 72    |
| Слалом            | Седрик Ноц | DNF     | —       | —       | —          | —     |

Женщины
| Соревнование      | Спортсмены            | 1 спуск | 2 спуск | Всего   | Отставание | Место |
| ----------------- | --------------------- | ------- | ------- | ------- | ---------- | ----- |
| Гигантский слалом | Гайя Бассани Антивари | 1:30,82 | 1:26,05 | 2:56,87 | +29,76     | 57    |
| Слалом            | Гайя Бассани Антивари | DNF     | —       | —       | —          | —     |